# Флавія Тіціана
Флавія Тіціана (153/155 — 210/211) — дружина римського імператора Публія Гельвія Петрінакса.

## Життєпис
Походила з сенатської родини. Донька Тита Флавія Клавдія Сульпіціана, консула-суфекта 170 року, та Флавії Тіціани. У 170 році вийшла заміж за римського військовика Пертінакса. У 180 році народила сина, а згодом й доньку. Супроводжувала чоловіка у походах. В день оголошення Пертінакса імператором — 1 січня 193 року — Флавія Тіціана отримала титул августи від сенату. 
У Флавії Тіціани були своєрідні стосунки з чоловіком: вона мала коханця із співаків, а Пертінакс мав коханку — Аврелію Корніфіцію, доньку померлого імператора Марка Аврелія.[джерело?] При цьому вони не ховали своїх стосунків. Разом з тим Тіціана підтримувала чоловіку в усіх державних справах. Зокрема була з Пертінаксом в день його вбивства — 28 березня 193 року. Втім після цього залишилася живою й вже у правління Каракалли померла у Римі.

## Родина
Чоловік — Публій Гельвій Пертінакс, імператор з 1 січня до 28 березня 193 року.
Діти:
- Публій Гельвій Пертінакс Молодший
- донька (ім'я невідоме)